# Onze-Lieve-Vrouw-van-Hallekapel (Halle)

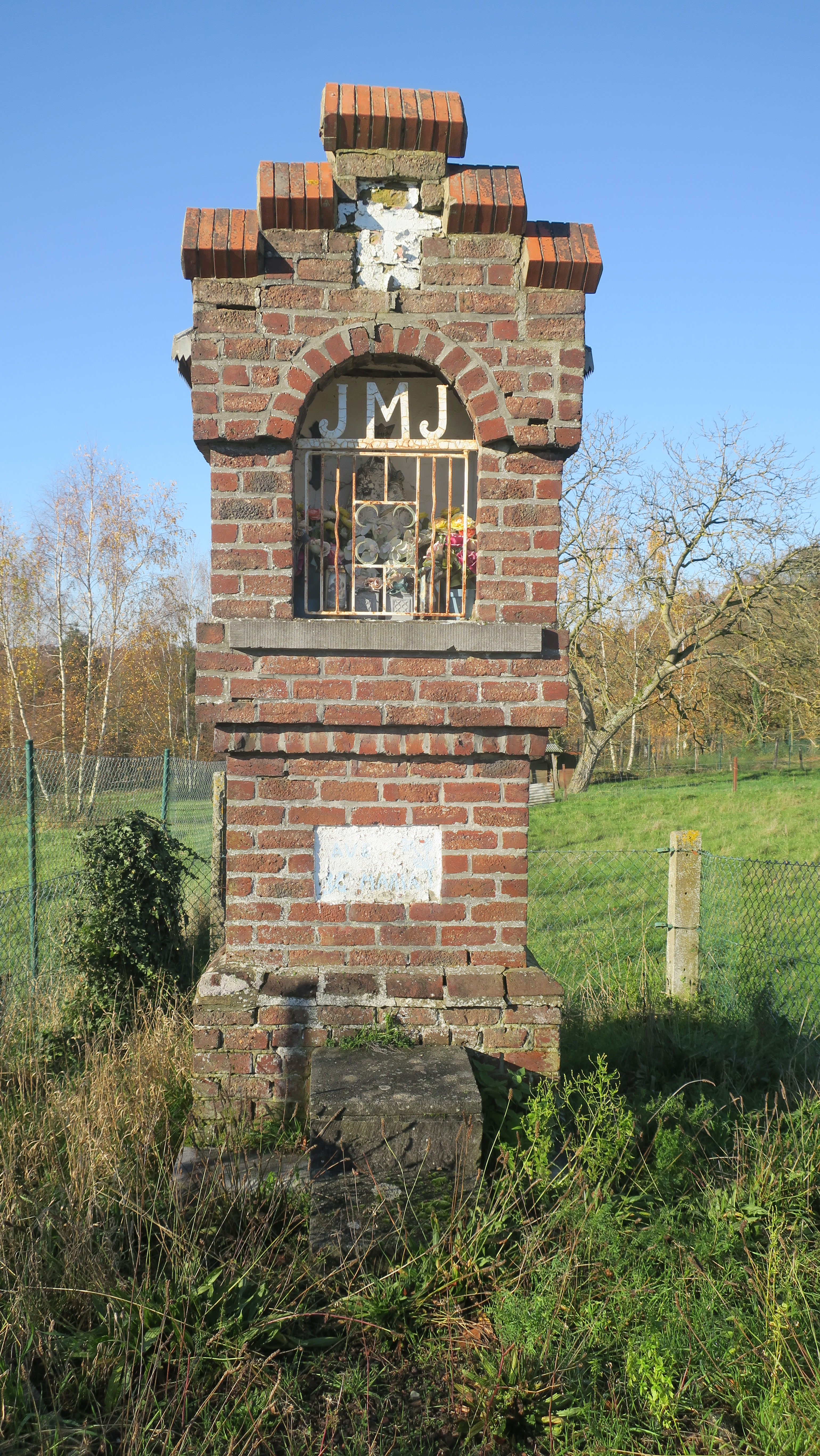

De kapel ter ere van Onze-Lieve-Vrouw van Halle bevindt zich in de Vlaams-Brabantse gemeente Halle. De kapel is gelegen naast het woonhuis op de Vroenenbosstraat 121, op de grens tussen Beersel en Dworp. Zowel wat betreft stijl, uitstraling en omkadering is de kapel typerend voor het midden van de 20e eeuw.
De  pijlerkapel is opgetrokken uit baksteen en is bovenaan afgewerkt als een trapgevel. In de sokkel zit een opschriftplaat. Erboven bevindt zich de rondbogige nis, afgesloten met een ijzeren hekje met de letters JMJ. In de top bevindt zich een kruis. Voor kapel ligt een bidsteen. 